# Manuel Rafael dos Santos
Manuel Rafael dos Santos (23 de dezembro de 1905 – 16 de maio de 2015) foi um centenário português que era o homem mais velho de Portugal. 

## Biografia
Manuel nasceu em 23 de dezembro de 1905, no distrito de Asseívia, em Lisboa. Ele morava sozinho em sua casa na aldeia de Grou. Ele teve dois filhos, seis netos e oito bisnetos. Ele não bebeu nem fumou, e não tomou nenhum medicamento. Ele tinha má visão e audição e normalmente falava em palavras simples. Ele acordava cedo, comia o café da manhã e voltaria para a cama para dormir um pouco mais. Ele também se vestiria e se barbataria com ajuda. Ele também tinha uma companhia de gatos que visitava seu quintal e todos os dias foram alimentando-os.
Manual dos Santos morreu em 16 de maio de 2015 aos 109 anos e 144 dias. 